# Víctor Elías (actor)
Víctor Elías Villagrasa Álvarez (Madrid, 3 de marzo de 1991) conocido como Víctor Elías, es un actor, cantante y músico español, conocido por su papel de Guille en la serie española Los Serrano.

## Biografía
Víctor Elías es hijo del músico Liberto Villagrasa Muñoz (1960-2007) y de su esposa la actriz Amelia Álvarez del Valle (1957-2022). Víctor es sobrino nieto de la periodista Menchu Álvarez del Valle y primo segundo de Letizia Ortiz, la Reina consorte de España.
Desde muy pequeño tenía aptitudes artísticas, teniendo interés por la interpretación y la música. La afición por la música le viene desde muy pequeño. Su padre era artista y siempre había tenido influencias en casa. Aunque empezó tocando la batería de pequeño porque un batería de su padre le regaló una a los 6 años, poco a poco se fue decantando por el piano.
Con cuatro años empezó a formar parte de obras de teatro como La vida breve, El cerco de Numancia o Mariana Pineda.
Su primera aparición en televisión fue en la serie Hermanas de Telecinco, donde apareció en un episodio en 1998, cuando contaba con siete años de edad. A los pocos meses de esta primera incursión televisiva, fue Nico, hijo de los personajes de Neus Asensi y Enrique San Francisco en la serie Ellas son así de Telecinco durante 18 episodios en 1999. En esta serie compartió reparto con María Barranco, Ramon Madaula, María Adánez, Maribel Verdú, Santiago Ramos, Luis Cuenca, Juan Carlos Vellido, Fernando Ramallo, Yaiza Garzón, Patxi Freytez o Mary Carmen Ramírez.
En 2000 se presentó al casting de la serie Cuéntame cómo pasó de Televisión Española, dirigido por Elena Arnao para interpretar a Carlos. Le descartaron por tener más edad que el personaje al que iba a interpretar, siendo finalmente Carlos, Ricardo Gómez y por último también tuvo intervenciones en la serie Antivicio de Antena 3.
Entre 2001 y 2002 apareció con un papel secundario regular en la serie diaria Esencia de poder en Telecinco. En estos años también hizo sus primeras incursiones en el cine, con El espinazo del diablo y El florido pensil.
En 2002, apareció durante cuatro episodios en la serie Géminis, venganza de amor de La 1 de Televisión Española.
En 2003 realizó apariciones de un episodio en las series Hospital Central de Videomedia, interpretando a Felisín y en Javier ya no vive solo de Globomedia, ambas series producidas para Telecinco. Ese año supuso el espaldarazo definitivo a su carrera profesional, cuando fue elegido por Luis San Narciso y Tonucha Vidal (directores de casting de Globomedia) para formar parte de Los Serrano en Telecinco, como Guillermo «Guille» Serrano, hijo mediano de Diego Serrano (Antonio Resines), papel que interpretaría durante cinco años, ocho temporadas y ciento cuarenta y siete capítulos. 
Con algunos compañeros de Los Serrano formó el grupo SJK con Natalia Sánchez, Adrián Rodríguez y Andrés de la Cruz en 2005, llegando al disco doble platino con el primer álbum. Compuso el tema Quiero despegar. Formó parte del grupo The Folks en 2007 y 2008.
Después del final de Los Serrano, estudió un grado medio de piano en la Escuela de Música Creativa de música moderna en Malasaña (Madrid). Las ganas que tenía de estar metido en esta profesión, le llevaron también a estudiar Audio Engineer en SAE Institute.
Paralelamente regresó a sus orígenes, el teatro, con Fedra de Juan Mayorga, donde compartió cartel con Ana Belén, Alicia Hermida, Fran Perea, Chema Muñoz y Javier Ruiz de Alegría. En 2010 participó en la nueva versión de Cinco horas con Mario, obra de Miguel Delibes, como hijo del difunto Mario.
Al terminar de estudiar, comenzó a dedicarse de manera totalmente profesional a la música. Ha trabajado en musicales como La llamada (durante seis años), The Hole 2, Un chico de revista (en el Teatro La Latina) o llevando la dirección musical de Cuando menos te lo esperes (en el Teatro Rialto) dirigido y protagonizado por Edu Soto.
Posteriormente se unió al grupo Calle Palma. También formó parte de la banda madrileña La Ganga Calé tocando el teclado y haciendo la misma función en las bandas Obatalá o El Patio o realizando sustituciones.
En 2009 se dio a conocer que formaría parte del elenco de Punta Escarlata interpretando a Ximo durante nueve episodios. En principio la serie estaba pensada para emitirse en Cuatro, pero posteriormente se emitió en Telecinco dos años después, durante el verano de 2011.
Entre 2012 y 2013 apareció en la serie Isabel de TVE donde interpretó a Alfonso, el hermano menor de Isabel, durante cuatro capítulos.
Durante algún tiempo, aparte de formar parte de diversas bandas de música, aparcó su faceta de actor para coger furgoneta y manta y tocar el teclado y el piano por fiestas y locales de España. Siendo este su medio de vida durante dos años.
En cine ha sido compositor, arreglista, intérprete y productor de la banda sonora, bajo el sello Got Music —estudio de grabación para música, sonido y cobertura de sonido para eventos que posee junto a varios socios— de Ni pies, ni cabeza de Antonio del Real, con Christian Gálvez, Jaydy Michel, Antonio Resines y Jorge Sanz, entre otros y compositor e intérprete de la banda sonora de Alacrán enamorado de Santiago Zannou. Las bandas sonoras de estas películas han sido realizadas en el estudio de grabación de Got Music situado en Arcos de la Frontera, (Cádiz).
En 2014 participó en Aula de castigo, serie web en la que encarnó el papel de Pablo. Ese mismo año recibió el premio Artista con Corazón en el Madrid Woman's We en 2014.
En 2016 participó en el capítulo 1x05 de Paquita Salas de Javier Calvo y Javier Ambrossi, haciendo de Víctor, un pizzero. Al año siguiente, participó en la película de La llamada.
En 2018 interpretó a Tom en un episodio de la serie web Looser de Flooxer y participó en la serie diaria Servir y proteger de TVE durante quince episodios, interpretando el papel de Remo Sempere.
Ha trabajado con numerosos músicos como Angy, Lucía Gil, Gemeliers, Calum, Münik, Belén Estrada, Cirilo, Diade o Manolo García.
Actualmente y desde hace años colabora con Yamaha Synths y forma parte de la familia de artistas Yamaha. Toca el teclado y el piano en uno de los últimos trabajos de Fran Perea, Viaja la palabra, donde se les puede ver de gira; con Nora Norman y Taburete y es el director musical de los Vive-Premios Dial desde 2017 y de la gira de artistas como Pablo López, Ana Guerra, Sofía Ellar y Dani Fernández. 
En 2019 empezó una gira por toda España junto a La llamada con artistas como Angy, Lucía Gil, Nerea Rodríguez, Ruth Lorenzo o Raoul Vázquez, entre otros.
En 2023 estrena #Yosostenido, monólogo sobre su vida, tragicomedia. Texto de Pablo Díaz Morilla, dirigido por Fran Perea que el propio Víctor acompaña al piano. En noviembre de 2024 se convierte en libro homónimo Yo Sostenido. Historia de un juguete roto.

## Vida personal
Víctor Elías mantuvo una relación sentimental de seis años con su compañera de reparto, Natalia Sánchez(2006-2012). También ha estado con las cantantes Chanel Terrero (2021) y María Torrejón(2017-2018). 
Desde 2021 su pareja sentimental es la también cantante Ana Guerra.En octubre de 2023 anunciaron su compromiso. En febrero de 2024 anunciaron su boda, la cual tendría lugar el 31 de octubre de ese año, celebrándose en la finca Prados Moros, en la sierra de Guadarrama en Madrid. Al enlace asistieron más de 300 invitados, entre ellos varias personalidades del mundo de la música y la televisión de España, siendo oficiada la ceremonia por el actor Fran Perea, amigo de la pareja. El acontecimiento fue calificado como la boda del año por varios medios de comunicación. El día anterior tuvo lugar la ceremonia religiosa, ésta mucho más íntima que la civil. Se realizó en la ermita de la Virgen del Puerto de Madrid, cerca de la catedral de la Almudena.
En su libro Yo Sostenido. Historia de un juguete roto (2024) repasa su vida, marcada por la adicción al alcohol de sus padres- con 13 años denunció a su madre para quitarle su custodia, y pasó a vivir con sus tíos. También de su adicción a las drogas tras el éxito de Los Serrano, y de su recuperación. 

## Filmografía

### Teatro
- La vida breve (1995).
- El cerco de Numancia (1997).
- Mariana Pineda (1998, Teatro Bellas Artes).
- Ciclo Tebano (Edipo rey, Edipo en Colono, Antígona, Eteocles y Polinicies, 2004) de Manuel Canseco.
- La vida breve (Teatro Real).
- La zorrita astuta (Teatro Real).
- La sonámbula (Teatro Real).
- Fedra (2008-2009) de Juan Mayorga.
- Cinco horas con Mario (2010).
- Los ochenta son nuestros (2011).
- Orquesta Club Virginia (2012).
- No nos moverán (2013).
- Comida a domicilio (2013-2014).
- Cosas de tríos (2014).
- AB Negativo (2014).
- Enganchados (2014).
- La llamada (2014-2020).
- La pechuga de la sardina (2015) de Manuel Canseco.
- Cómo matar a Julio Iglesias (2015-2016).
- The Hole 2 (2015-2016).
- #Yosostenido. Sonata para juguete roto (2024-presente). [18]

### Televisión

#### Programas de televisión
| Año           | Programa                            | Cadena   | Notas                         |
| ------------- | ----------------------------------- | -------- | ----------------------------- |
| 2020          | El concurso del año                 | Cuatro   | Invitado                      |
| 2021; 2023    | Pasapalabra                         | Antena 3 | Invitado                      |
| 2023          | Tu cara me suena: Gala de Reyes     | Antena 3 | Concursante - 4.º clasificado |
| 2023          | Zapeando                            | La Sexta | Invitado junto a Fran Perea   |
| 2024-presente | Zapeando                            | La Sexta | Colaborador                   |
| 2024          | Y ahora Sonsoles                    | Antena 3 | Invitado                      |
| 2025          | That's my jam: Que el ritmo no pare | La 1     | Líder de la banda             |

#### Series de televisión
| Año         | Título                    | Papel                             | Canal     | Notas                  |
| ----------- | ------------------------- | --------------------------------- | --------- | ---------------------- |
| 1998        | Hermanas                  |                                   | Telecinco | 1 episodio             |
| 1999        | Ellas son así             | Nico                              | Telecinco | 18 episodios           |
| 2000        | Antivicio                 |                                   | Antena 3  |                        |
| 2001 - 2002 | Esencia de poder          |                                   | Telecinco |                        |
| 2002        | Géminis, venganza de amor |                                   | La 1      | 4 episodios            |
| 2002        | Hospital Central          | Felisín                           | Telecinco | 1 episodio             |
| 2003        | Javier ya no vive solo    |                                   | Telecinco | 1 episodio             |
| 2003 - 2008 | Los Serrano               | Guillermo "Guille" Serrano Moreno | Telecinco | 147 episodios          |
| 2011        | Punta Escarlata           | Ximo                              | Telecinco | 9 episodios            |
| 2012        | Isabel                    | Alfonso de Castilla               | La 1      | 4 episodios            |
| 2015        | Aula de castigo           | Pablo Hernández                   | Vimeo     | 6 episodios (Webserie) |
| 2016        | Paquita Salas             | Repartidor de Pizza               | Flooxer   | 1 episodio (Webserie)  |
| 2018        | Looser                    | Tom                               | Flooxer   | 1 episodio (Webserie)  |
| 2018        | Servir y proteger         | Remo Sempere                      | La 1      | 15 episodios           |

### Cine
| Año  | Título                 | Papel       | Director                       |
| ---- | ---------------------- | ----------- | ------------------------------ |
| 2001 | El espinazo del diablo |             | Guillermo del Toro             |
| 2002 | El florido pensil      | Torrecillas | Juan José Porto                |
| 2017 | La llamada             | Joseba      | Javier Ambrossi y Javier Calvo |

### Cortometrajes
| Año  | Título                   | Papel  | Director                  | Notas                                                                                            |
| ---- | ------------------------ | ------ | ------------------------- | ------------------------------------------------------------------------------------------------ |
| 2004 | Nuestro pequeño secreto  |        | Ana Martínez Almeida      |                                                                                                  |
| 2004 | Héroes de verdad         | Fran   | María Rodríguez Rabaldán  |                                                                                                  |
| 2009 | Volver a subir           | Pablo  | Michael Cooper            |                                                                                                  |
| 2009 | Sin pensarlo dos veces   |        | Chus Gutiérrez            | Cortometraje del Gobierno de España en contra de la Violencia de Género                          |
| 2010 | La búsqueda              |        |                           |                                                                                                  |
| 2010 | I.D                      | Dani   | Víctor Heras              | Junto a Natalia Sánchez                                                                          |
| 2012 | El trayecto              | Miguel | Nadia Martínez de Marañón | Junto a Megan Montaner                                                                           |
| 2013 | La peor excusa del mundo | Víctor |                           | Junto a Natalia Sánchez, Lolita, María Barranco, Antonio Resines, Jorge Sanz y Cristina Pedroche |
| 2015 | Clases de conquista      |        | César Ríos                | Junto a Nerea Camacho                                                                            |

## Discografía
- Santa Justa Klan (2005).
- D.P.M. (2006).
- Grandes éxitos de Santa Justa Klan (2010).

## Libros
- Yo Sostenido. Historia de un juguete roto. Editorial Planeta . 2024. ISBN 978-84-08-29450-4. [17]